# جويس جاكوبسون كوفمان
جويس جاكوبسون كوفمان (بالإنجليزية: Joyce Jacobson Kaufman)‏ (و. 1929 –  م) هي كيميائية، وفيزيائية، وأستاذة جامعية من الولايات المتحدة الأمريكية .

## جوائز
حصلت على جوائز منها:
- ميدالية غارفان أولين [الإنجليزية]‏.